# 5688 Kleewyck
5688 Kleewyck eller 1991 AD2 är en asteroid i huvudbältet som upptäcktes 12 januari 1991 av den amerikanske astronomen Eleanor F. Helin vid Palomar-observatoriet. Den är uppkallad efter den kanadensiska konstnären Emily Carr, smeknamn.
Asteroiden har en diameter på ungefär 8 kilometer.